# قادس (مقاطعة)
مقاطعة قادس (بالإسبانية: Cádiz، كـاديث) هي مقاطعة إسبانية تقع في جنوب الدولة، تقع ضمن حدود منطقة أندلوسيا.
عاصمتها هي مدينة قادس، تنقسم المقاطعة إلى 44 بلدية.

## الجغرافيا
تقع مقاطعة قادس في جنوب إسبانيا تحدها من الشمال مقاطعة إشبيلية ومقاطعة ولبة، ومن الجنوب البحر المتوسط ومضيق جبل طارق، ومن الشرق مقاطعة مالقة، ومن الغرب المحيط الأطلسي.
تبلغ مساحة مقاطعة قادس 7.436 كم².

## الديموغرافيا
يبلغ عدد سكان مقاطعة قادس 1.243.519 نسمة عام 2011 (وفقاً للمعهد الوطني للإحصاء الإسباني).
فيما يلي قائمة أكبر البلديات من حيث عدد السكان (بتاريخ 1 يناير 2011):
1. خيريث دي لا فرونتيرا 210.861 نسمة
2. قادس 124.892 نسمة
3. الجزيرة الخضراء 117.810 نسمة
4. سان فرناندو 96.894 نسمة
5. إل بويرتو دي سانتا ماريا 88.917 نسمة
6. تشايكلانا دي لا فرونتيرا 79.839 نسمة
7. سانلوكار دي براميدا 66.944 نسمة
8. لا لينيا دي لا كونثيبثيون 64.944 نسمة
9. بويرتو ريال 41.101 نسمة
10. أركوس ديلا فرونتيرا 31.496 نسمة

## معرض صور

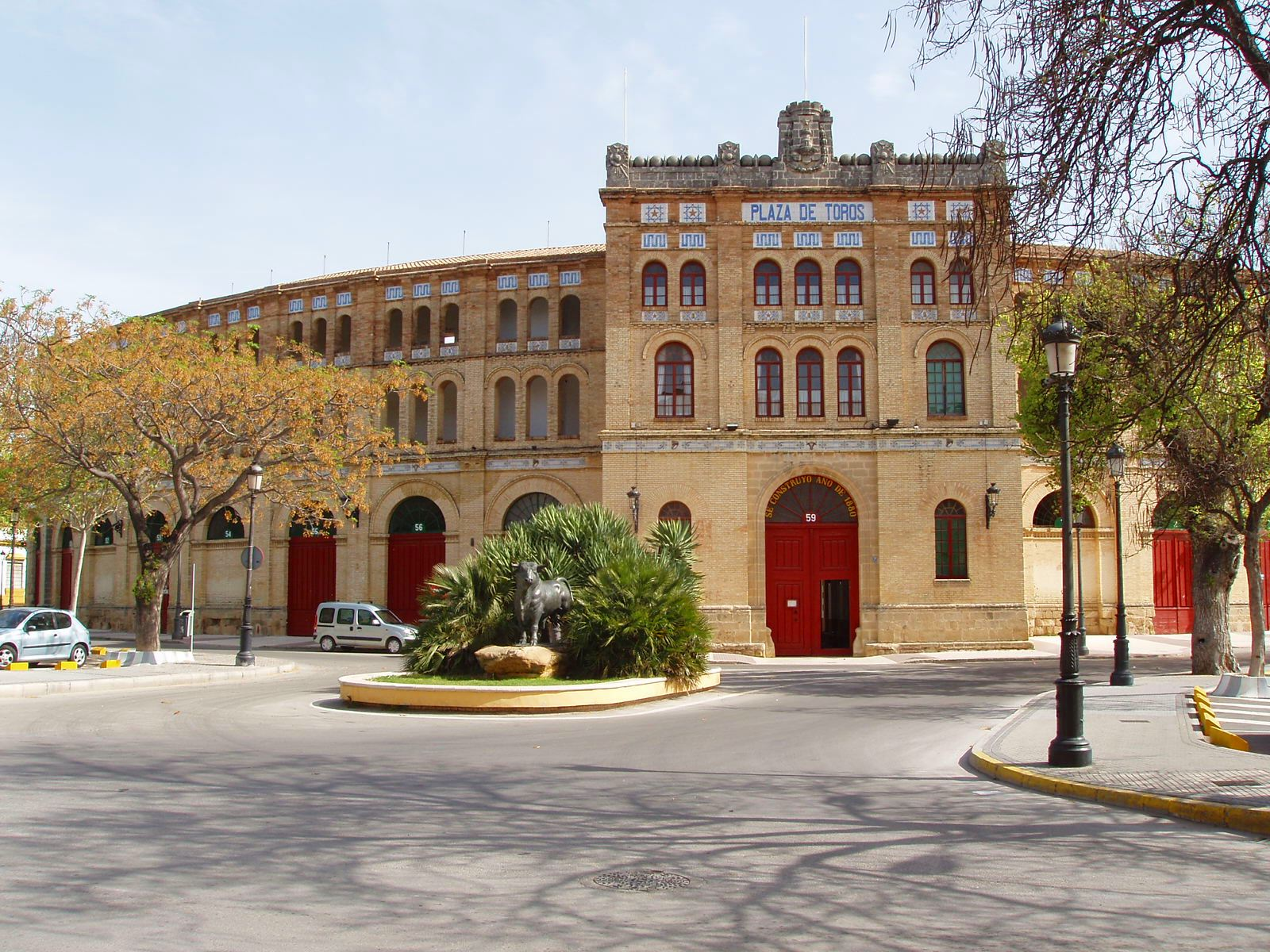
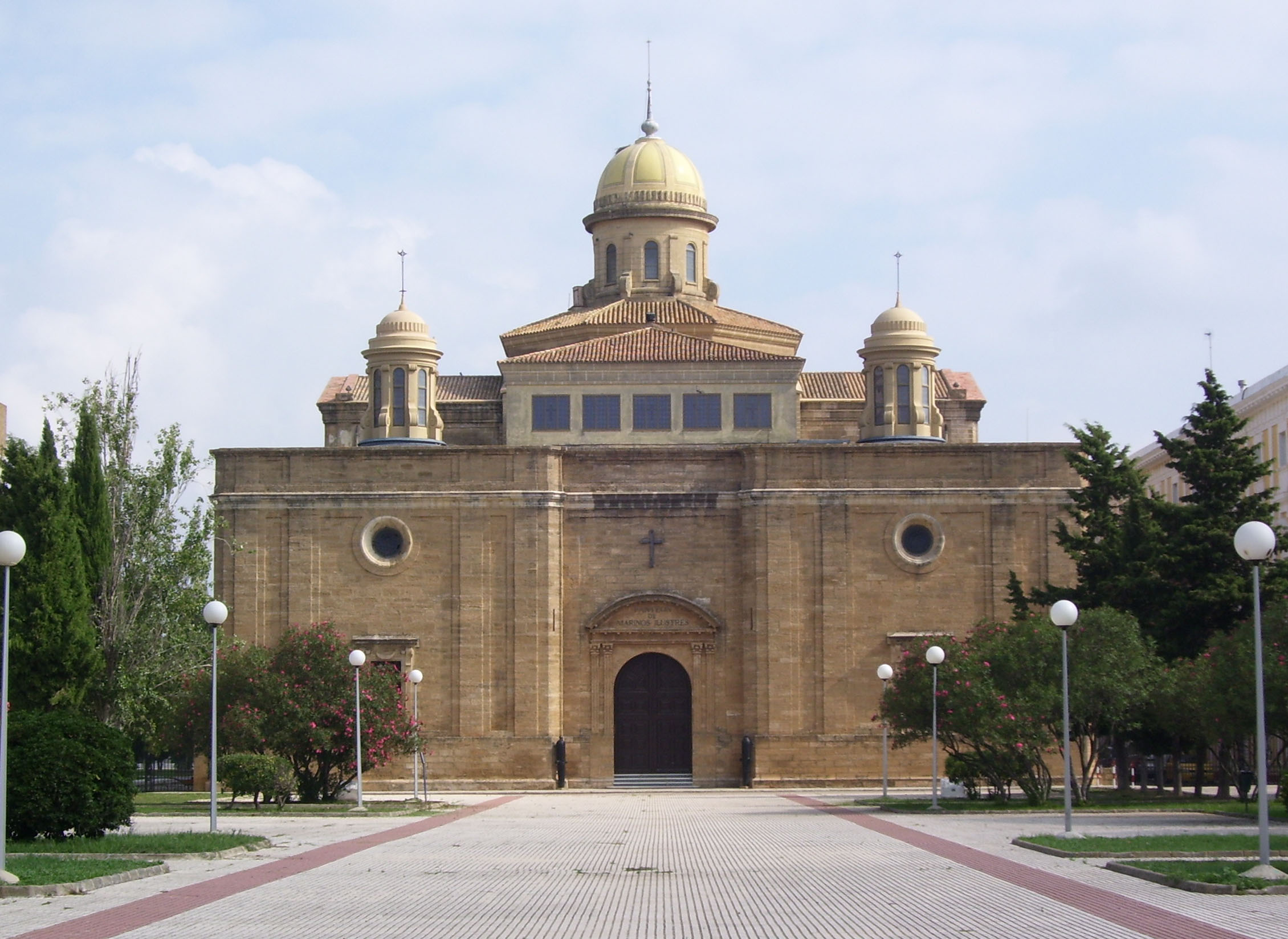
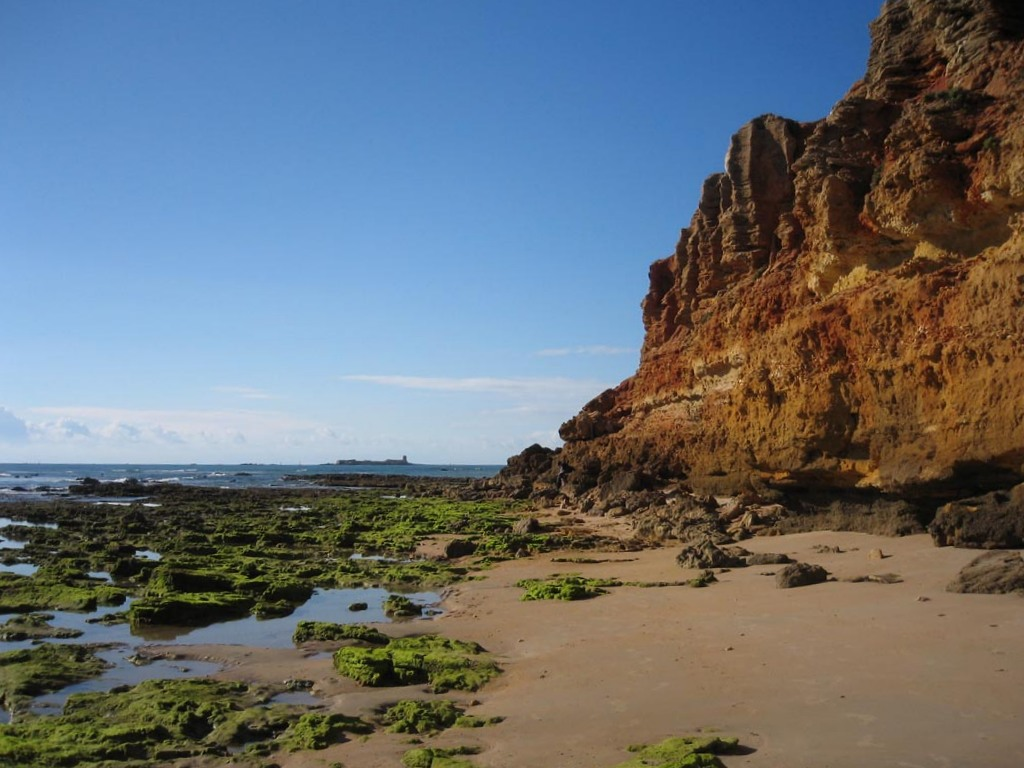